# Brazieresta larreyi
Brazieresta larreyi är en snäckart som först beskrevs av Brazier 1871.  Brazieresta larreyi ingår i släktet Brazieresta och familjen Caryodidae. Inga underarter finns listade i Catalogue of Life.